# Taproot

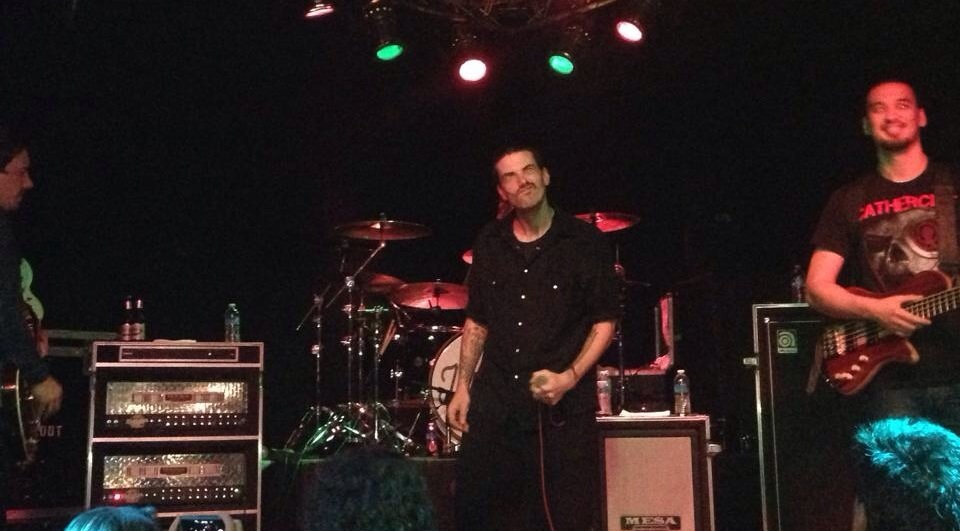
Taproot in 2013

Taproot is een hardcore/nu metal-band uit Ann Arbor, Michigan.

## Historie
Sinds de oprichting van Taproot in 1997 bestaat de band uit Stephen Richards, Phil Lipscomb, Jarrod Montague en Mike (Michael DeWolf). De band is in 1998 ontdekt door Fred Durst (frontman van de nu-metal-formatie Limp Bizkit, die hun demo in handen kreeg. Deze bood hen studiotijd bij Interscope Records, maar Taproot ging naar Atlantic Records, waar hun eerste CD Gift opgenomen werd. Durst, die zich ontgoocheld voelde, vervloekte de band, en viel zanger Richards lastig. Ook System Of A Down moest het ontgelden omdat ze meehielpen aan het debuutalbum.

## Bandleden
- Stephen Richards - zang
- Mike DeWolf - gitaar
- Phil Lipscomb - basgitaar
- Jarrod Montague - drums

## Discografie
- Gift (2000) - Atlantic Records
- Welcome (2002) - Atlantic Records
- Blue-Sky Research (2005) - Atlantic Records
- Our Long Road Home (2008) - Atlantic Records

## Singles
- Again & Again (Gift)
- I (Gift)
- Poem (Welcome)
- Mine (Welcome)
- Calling (Blue-Sky Research)
- Birthday (Blue-Sky Research)
- Lost In The Woods (Blue-Sky Research)
- Wherever I Stand (Our Long Road Home)